# Reggae

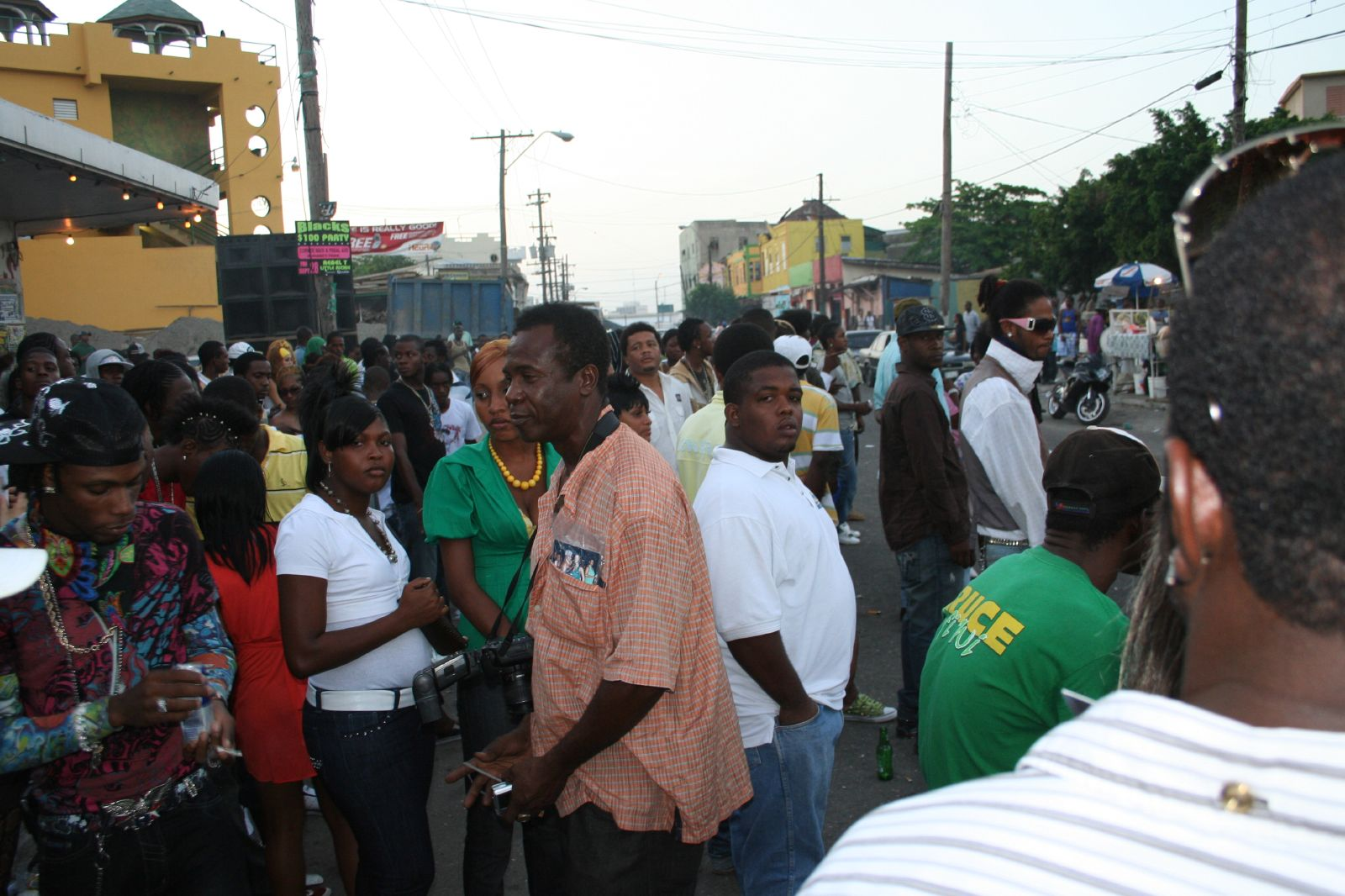
Gatubild från Kingstons centrum.

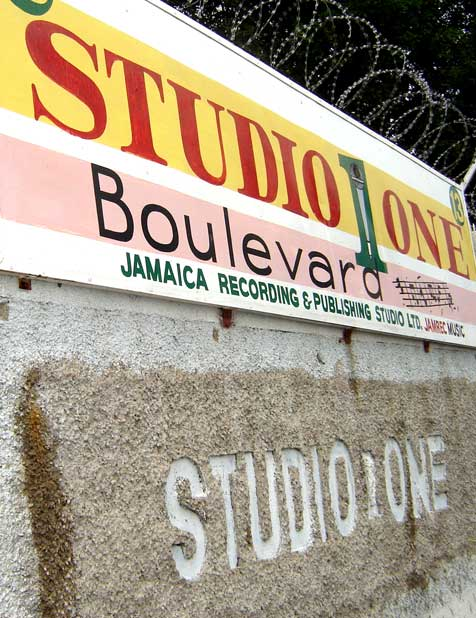
Studio One i Kingston, Jamaica.

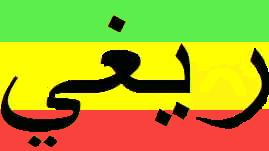
Reggaen har på 30 år spridit sig över hela världen, och i många fall blandats med andra kulturers populärmusik.

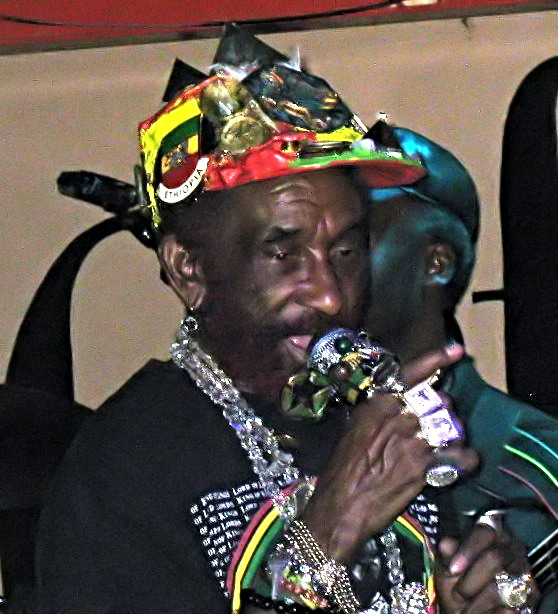
Lee "Scratch" Perry – en av reggaemusikens "uppfinnare".

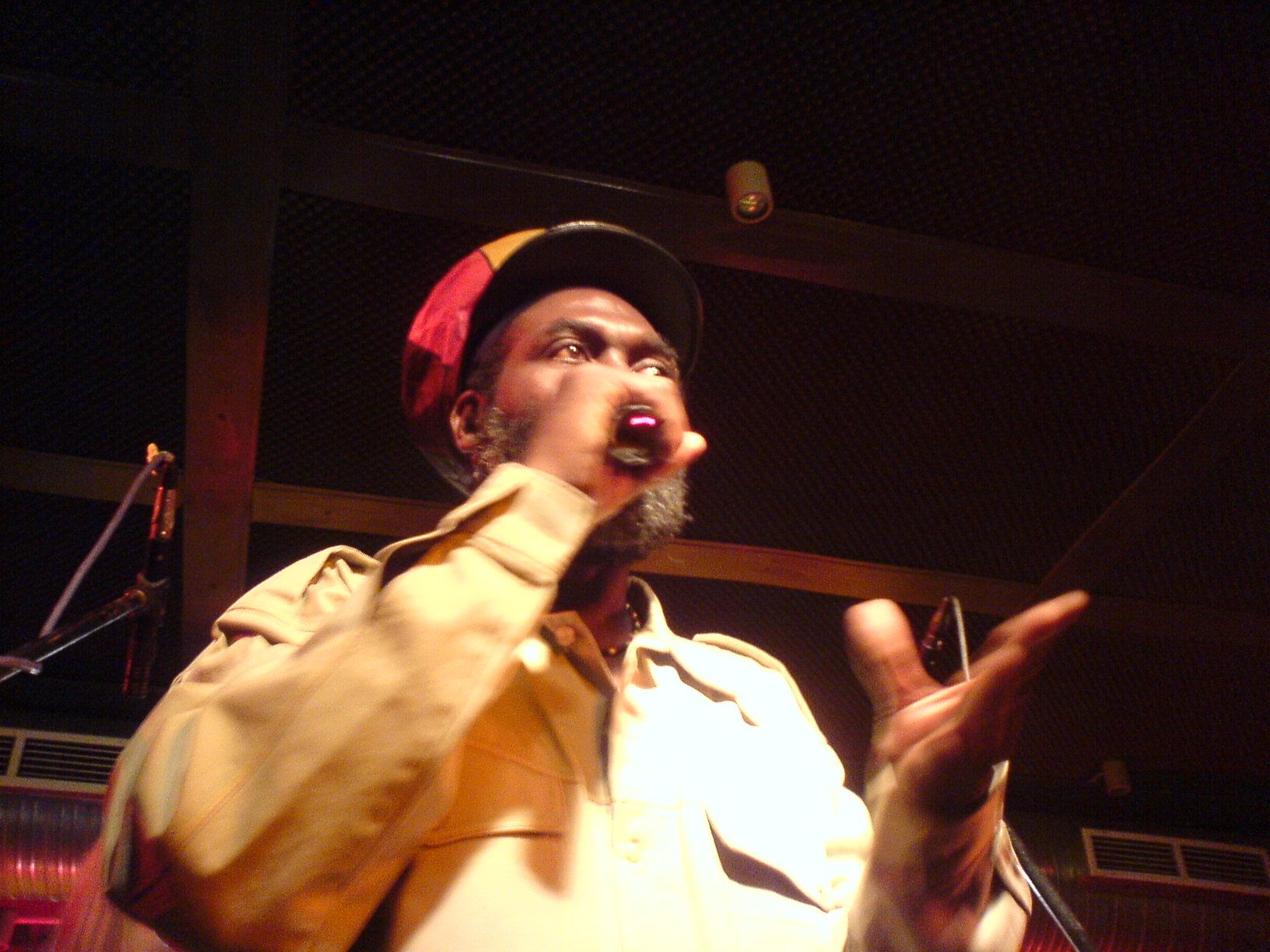
Mickey Dread på bilden introducerade reggaen för punkband som The Clash.

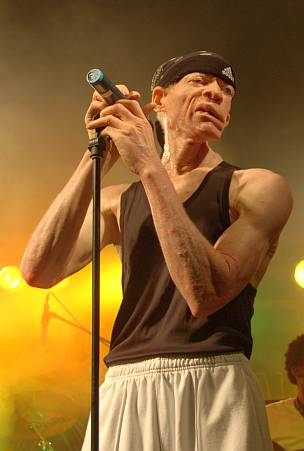
Yellowman var Jamaicas DJ/toaster nummer ett på 1980-talet.

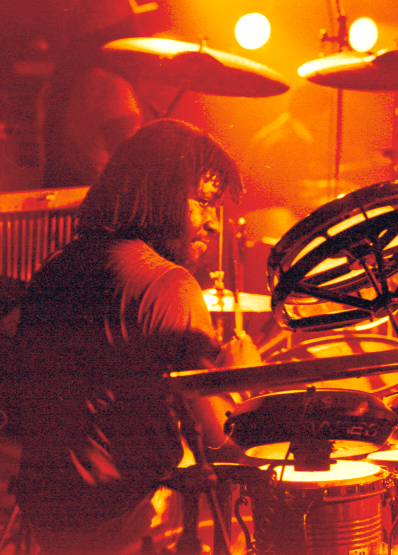
Trummisen Sly Dunbar 1979.

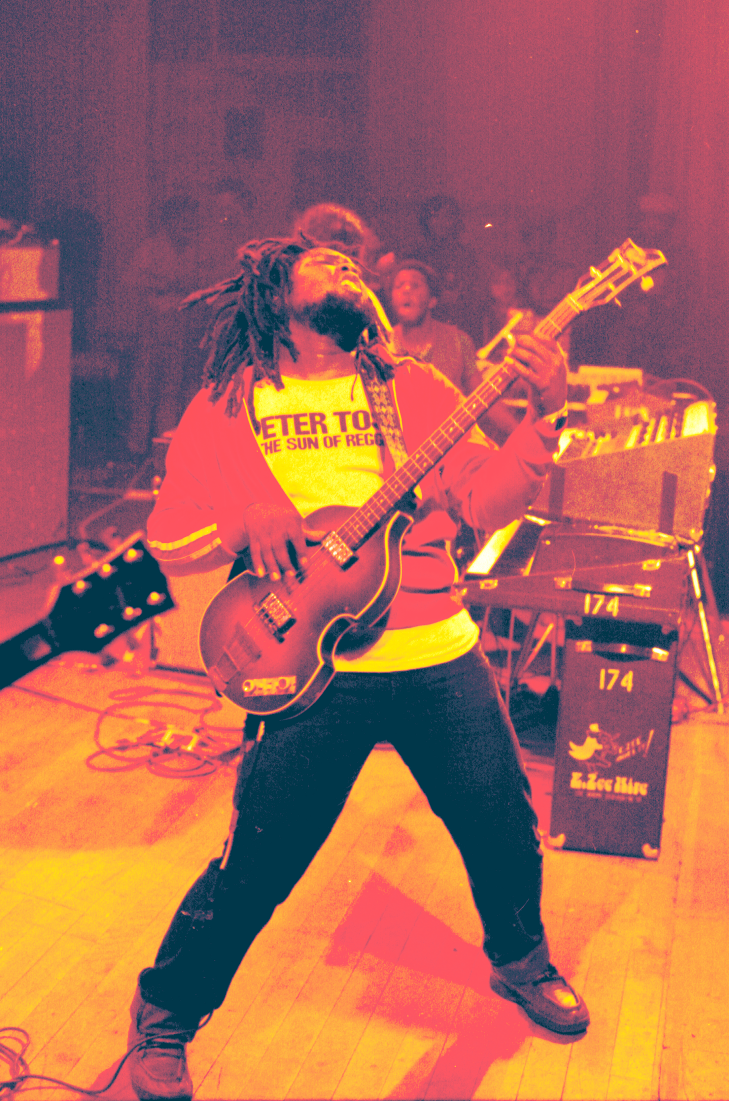
Reggae-basisten Robbie Shakespeare 1978.

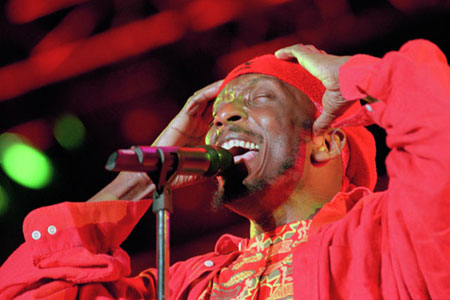
Jimmy Cliff var tonårsartist under ska-åren, blev en av de allra största internationella reggaestjärnorna och har även bl.a. skrivit musiken till disneyfilmen Lejonkungen.

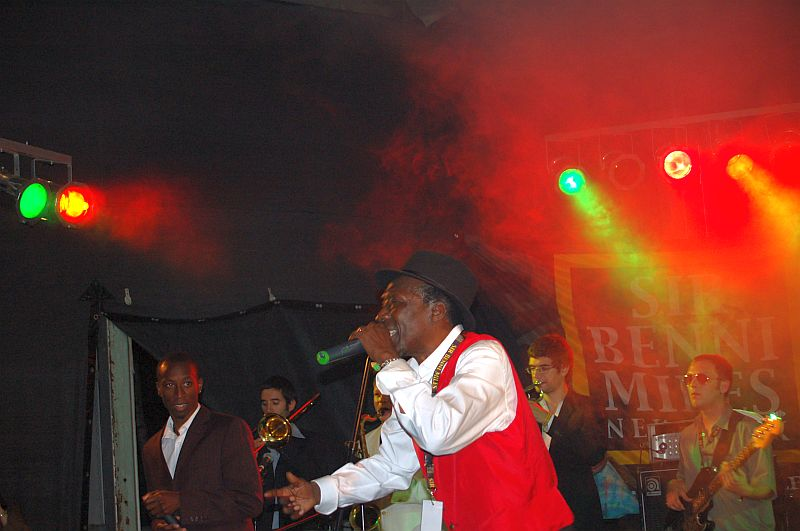
Alton Ellis var den mest efterfrågade rocksteady-sångaren i slutet av 1960-talet.

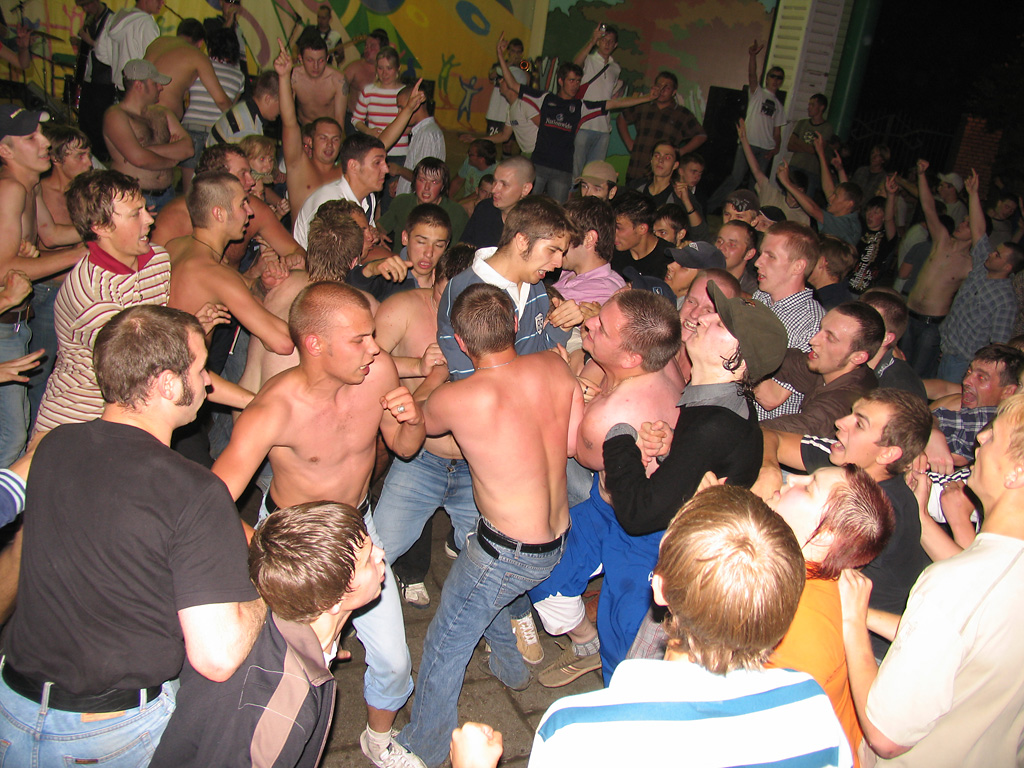
Den mycket snabba ska-musiken var Jamaicas egen musik 1963 – 1966. Sedan slog ska-kulturen igenom i en andra våg i Storbritannien 1979, främst bland vita arbetarklasskillar. Tredje vågen sköljde över USA på 1990-talet.

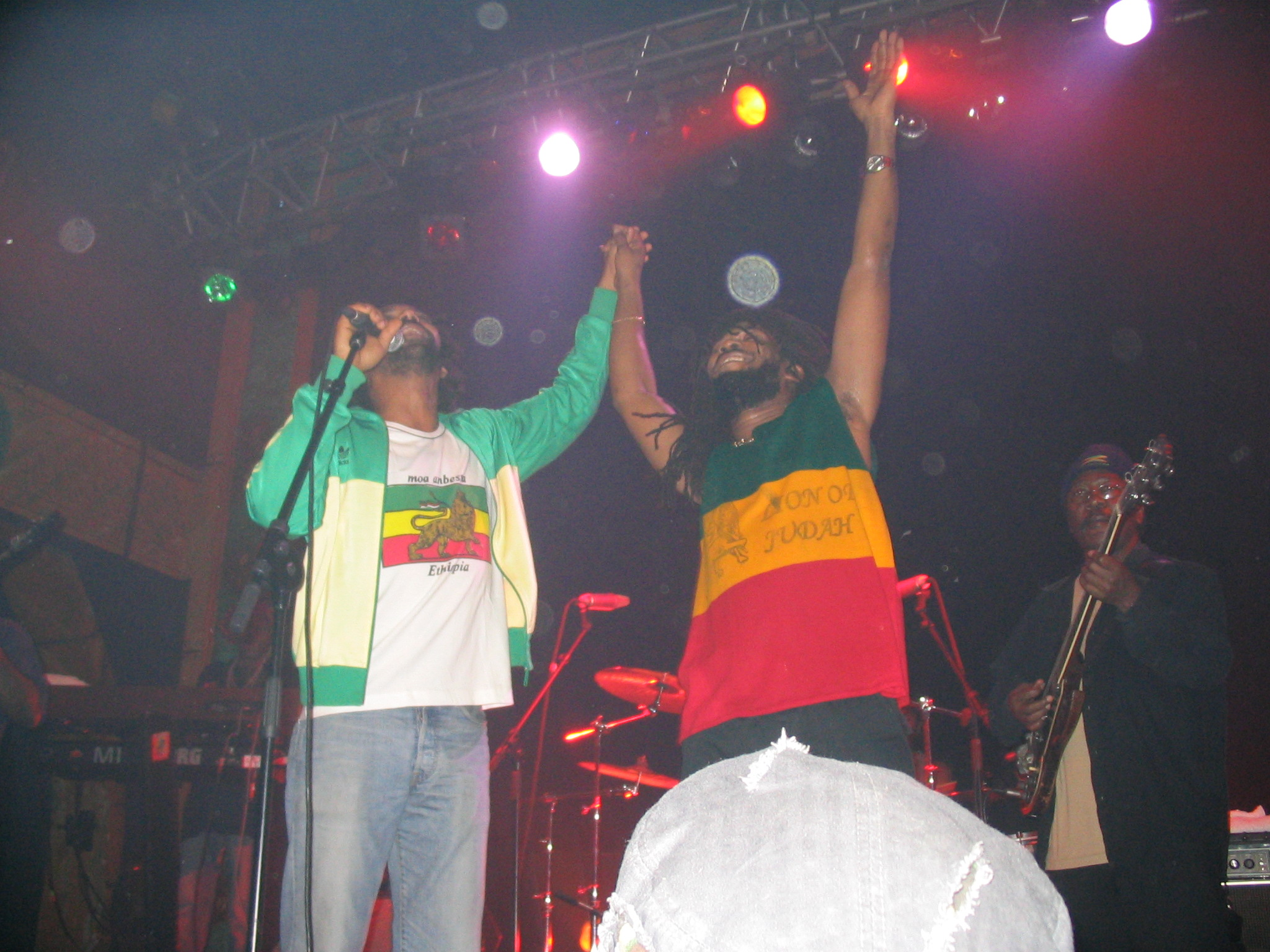
The Gladiators producerade hitlåtar som "Jah Works" och "Hearsay" med rastafaribudskap under 1970-talet.

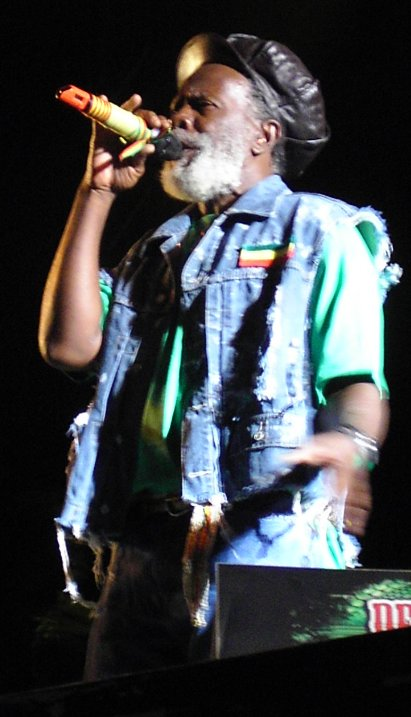
Winston Rodney, alias legenden Burning Spear, spelade in sin första reggaesingel "Door Peep"1969, slog igenom internationellt under 1970-talet med låtar som "Man In The Hill" och "Marcus Garvey" och gör fortfarande spelningar över hela världen. Han ses som en av de allra tyngsta roots reggae-artisterna.

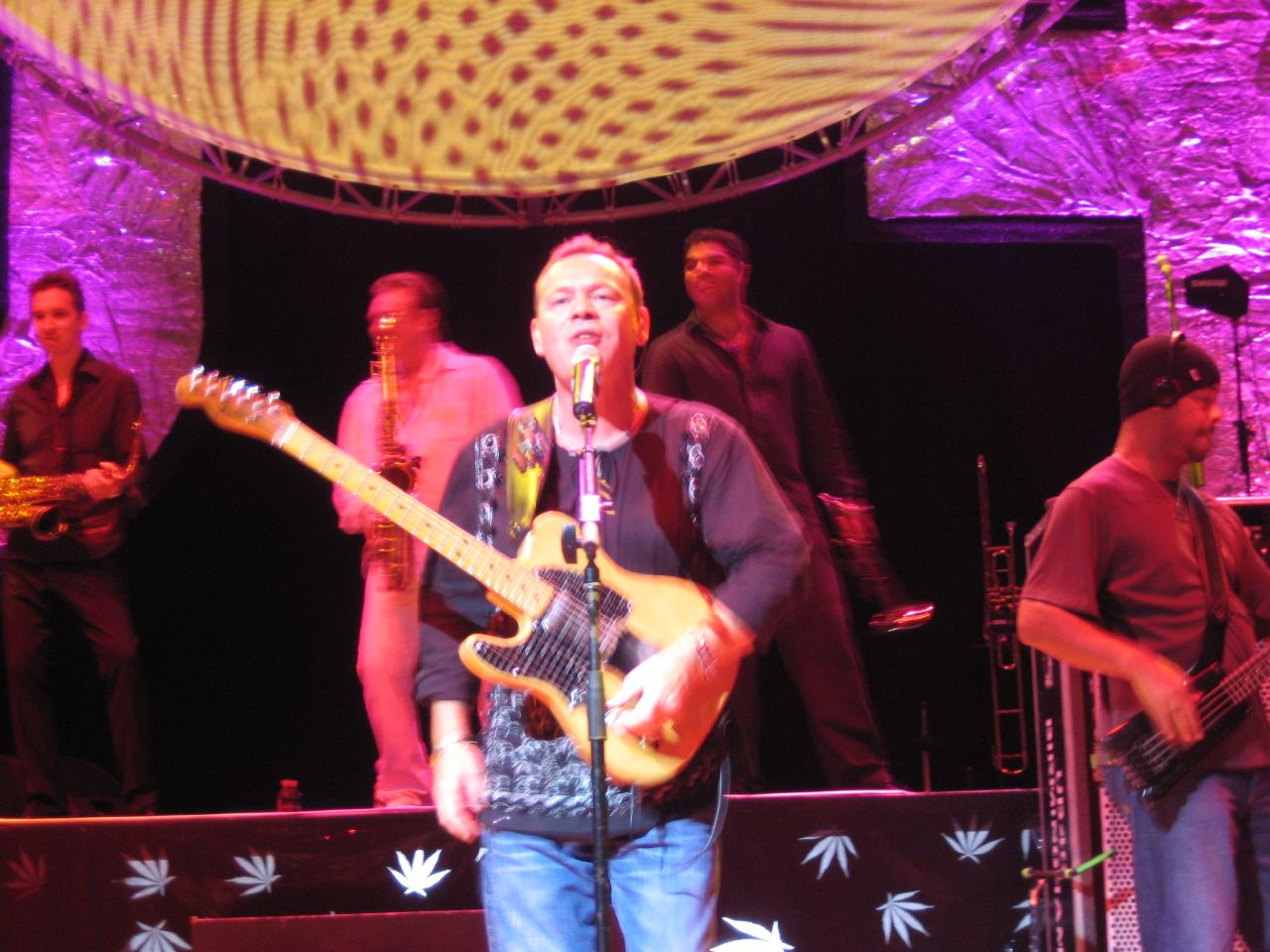
UB40 från engelska Birmingham är det ekonomiskt sett mest framgångsrika reggaebandet genom tiderna. Bandet har spelat roots reggae och lovers rock, och det är skickligt arrangerade covers av kärlekslåtar från de jamaicanska rocksteady-åren och tidiga reggae-åren som sålt bäst.

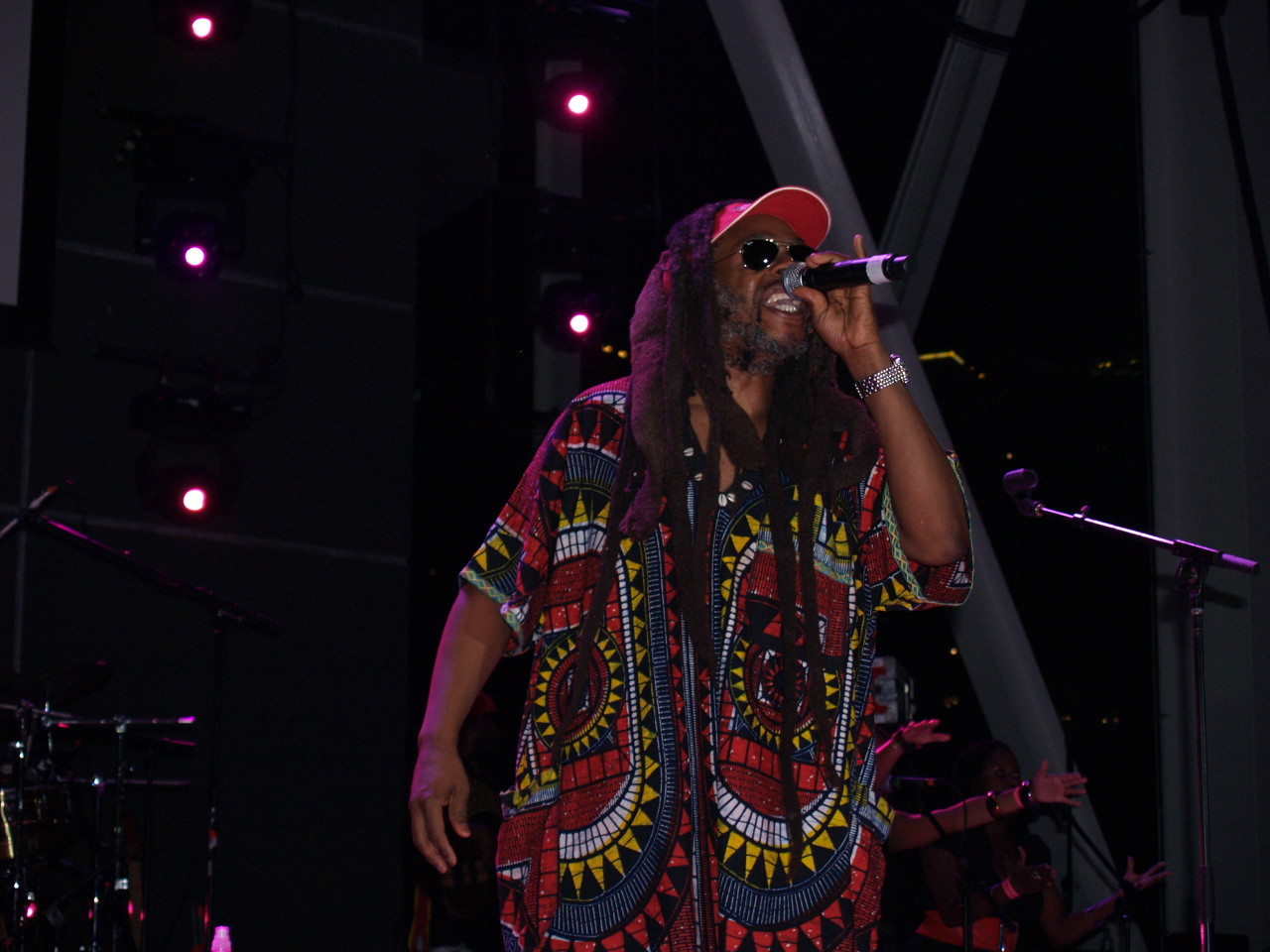
David Hinds, sångare i legendariska Steel Pulse från Birmingham i England.

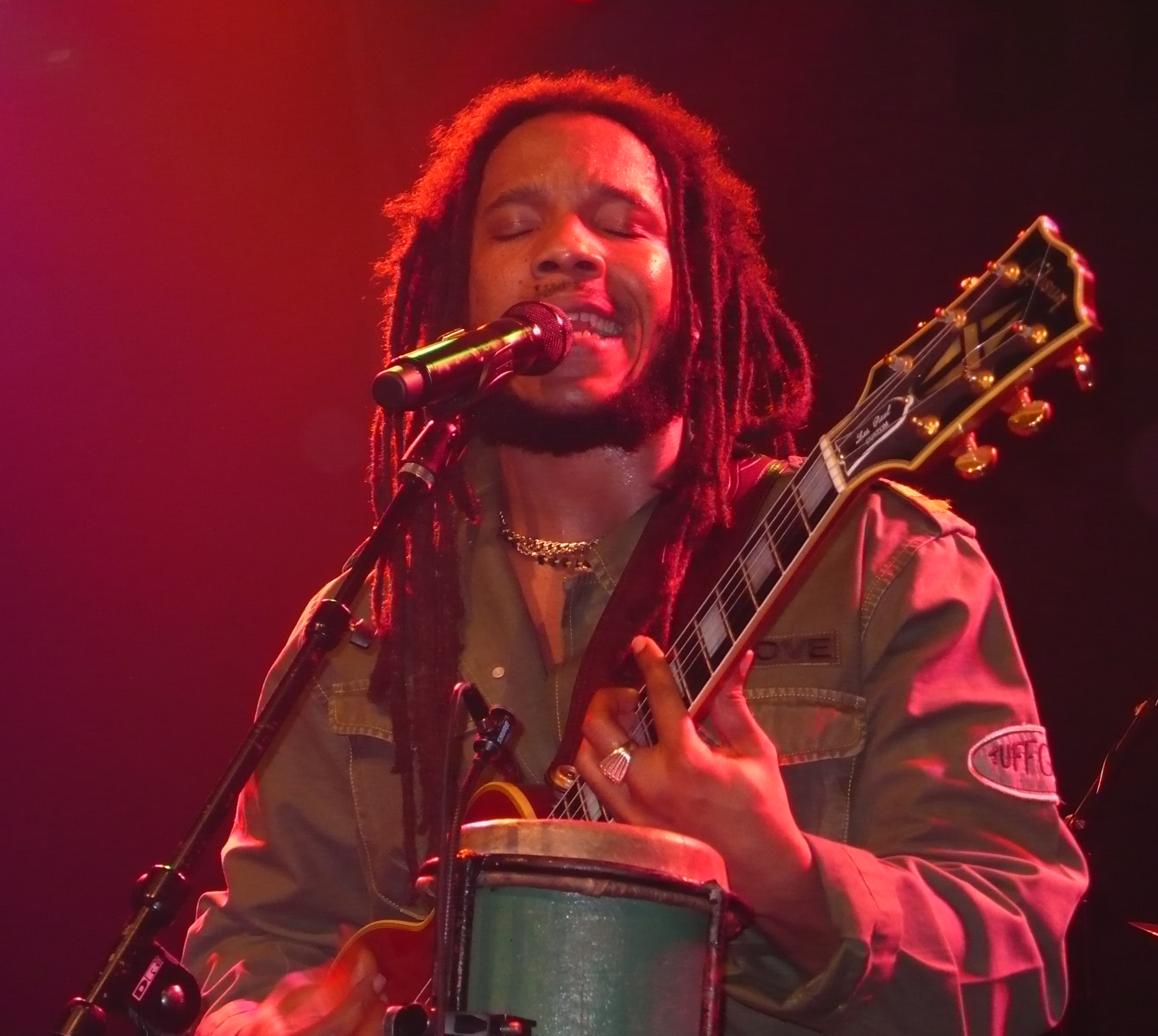
Stephen Marley, som främst utmärkt sig som reggaeproducent och studiotekniker, är den av Bob Marleys söner som fått huvudansvaret för de av faderns inspelningar som ägs av familjens företag Tuff Gong och i vilka sammanhang dessa får mixas om eller återanvändas till exempel i kombination med amerikanska hiphop-artister.

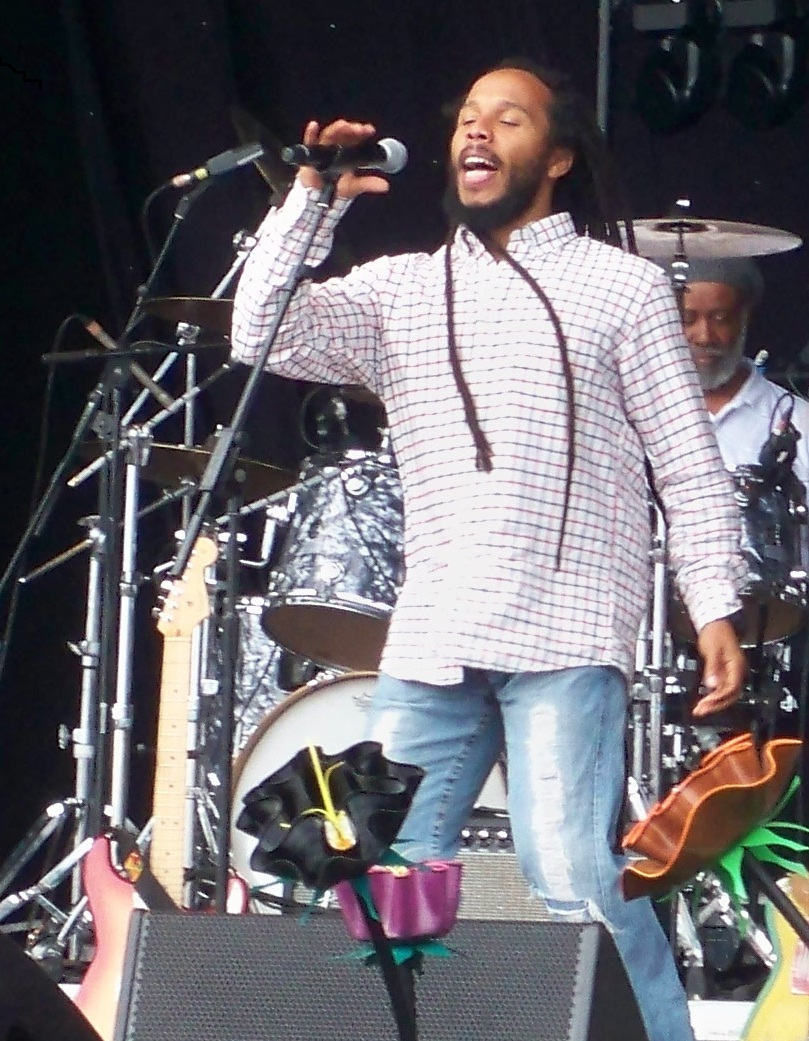
David "Ziggy" Marley är äldre bror till Stephen Marley och är den av Bob Marleys söner som lyckats bäst internationellt.

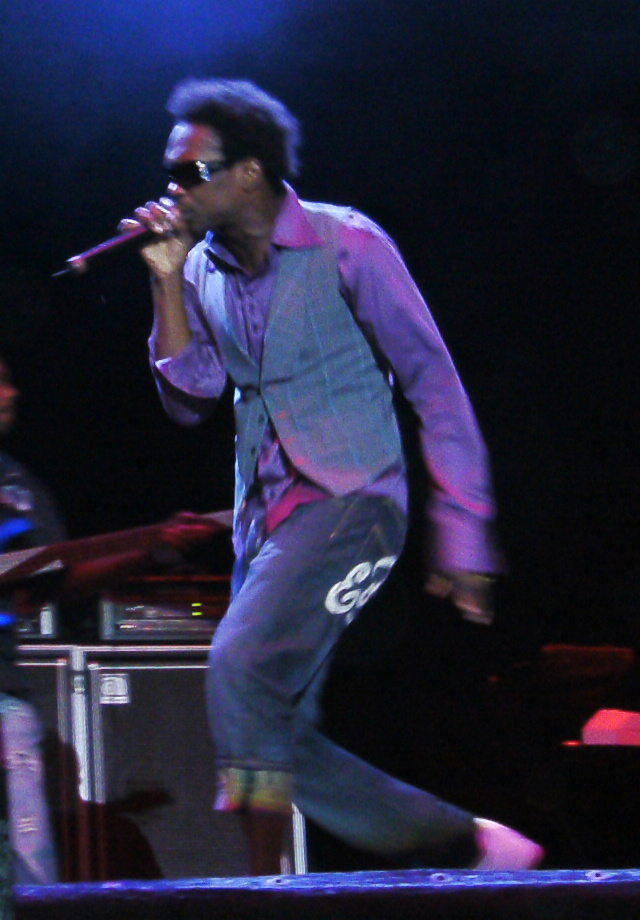
Dancehallartisten Busy Signal.

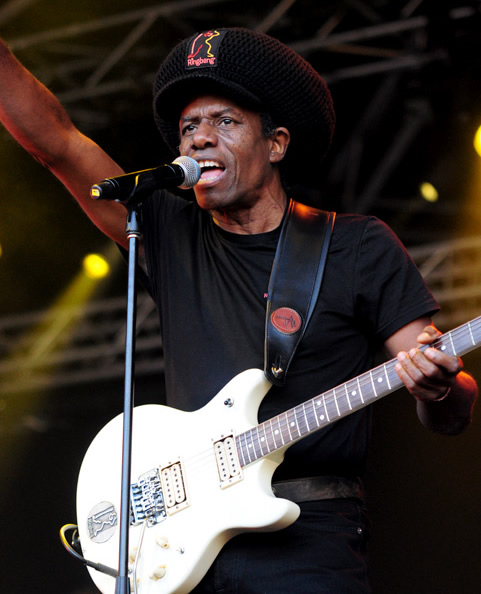
Åren 1965-1971 ingick Grant i gruppen The Equals. Sin troligen största hit hade Grant på 1980-talet med låten Gimme Hope Jo'anna som kritiserade apartheidregimen i Sydafrika.

Reggae är en bred och uttalat rytmisk musikgenre som utvecklades på den lilla karibiska ön Jamaica under 1960- och 1970-talen, och som sedan spritts över hela världen. Den har många stilar och subgenrer. Reggae har i likhet med rocksteady fötts ur den på 1960-talet på Jamaica omåttligt populära ska-musiken. Ska, en snabb och intensiv musik som hade rötter i gungande New Orleans-baserad rhythm and blues, blommade upp som en inhemsk musikstil på Jamaica i samband med självständigheten från Storbritannien 1962. Samtidigt föddes den jamaicanska musikindustrin, inom vilken musikproducenterna haft en minst lika viktig roll som musikerna för reggaens uppkomst och fortsatta utveckling. Rocksteady, med långsamt tempo, passivt trummande och avancerade basgitarrslingor, var mest populär från 1966 till 1970. År 1968 började man tala om reggae, men först 1973-1974 hittade den sin klassiska form med påverkan från afrikanska och inhemska rastafarianska trummor. En växelverkan mellan trummor med betoning på tredje taktslaget och s.k. skanks från (främst) rytmgitarr resulterade i en populärmusik med accentuerad, ibland närmast hypnotisk, rytm. Samtidigt började den lilla ö-nationen leverera internationella artister som Bob Marley and the Wailers, Peter Tosh, Jimmy Cliff, Toots and The Maytals, Bunny Wailer och Burning Spear. Av dessa nådde Bob Marley and the Wailers på åtta år (1973–1981) ut till alla världens kontinenter och folkslag (utom kommunistvärlden, men Sovjetunionen tillät UB40 att spela i landet sedan Gorbatjov fått makten) och inspirerade ungdomar i hela världen att börja spela reggae.
Reggae måste emellertid inte bestå av skanks. Redan i början av 1970-talet plockade musikproducenter bort mycket av rytmgitarren när de gjorde instrumentala s.k. dub-versioner av reggaehits. Mycket av dagens mixade klubb- och dansmusik i helt olika musikkulturer som USA och Indien har en del av sina rötter i jamaicanska musikproducenters gränslösa experimenterande med att effektfullt lyfta fram trummor och bas i instrumentalversioner av reggaehits. Nyabinghi eller binghi är en rytm inom reggae som inte är lik den klassiska. Den spelas i 4/4-takt på tre trummor: bastrumman thunder som ofta anger rytmen med en öppen ton första taktslaget och en dämpad slaglängd på tredje, mellantrumman funde och den lilla och högt stämda repeater. Denna reggaerytm användes av The Wailers redan 1973 i låten "Rasta Man Chant", och artisten Ras Michael förknippas intimt med reggaestilen, som inte sällan används i reggaeballader som "Hail The King" med Fantan Mojah och "Serious Times" med Gyptian, för att ta några moderna exempel. Binghi är den elektriska, populära versionen av det ritualtrummande som utförs som en gemensam meditativ praxis vid de religiösa sammankomster som rastafarianer har i Jamaica.

## Allmän karaktäristik
Musikstilen reggae och dess många stilar och subgenrer har i mycket hög grad utvecklats av mer eller vilt experimenterande producenter och inspelningstekniker som "regisserat" musikerna, bandat dem, och sedan mixat fram nya populära sound: Clement Coxsone Dodd, Niney The Observer (Winston Holness), King Tubby, Bunny Lee, Lee "Scratch" Perry, Duke Reid, Adrian Sherwood, Prince Jammy, Scientist, Sly & Robbie, Karl Pitterson, Rupie Edwards, Linval Thompson, Joe Gibbs, Derrick Harriott, Keith Hudson, Jah Lloyd, Gussie Clarke m.fl.,,, Reggae var långt in på 1970-talet en musik som ägdes och förvaltades av skivbolagsägare och mixerbordsbegåvningar, inte av sångarna/låtskrivarna som förknippas med låtarna än idag. Många av dem tvingades leva på den fria mat soppköken levererade till slummen i Kingston trots att de hade hitlåt efter hitlåt på Jamaica och uppträdde i lånade kostymer på klubbarna under helgerna. Det finns en anledning till att vissa sångare och musiker startade egna skivmärken och lät bygga egna inspelningsstudior. Bob Marley öppnade sin inspelningsstudio Tuff Gong för att få ekonomisk kontroll över de låtar han själv skrivit.
Den klassiska reggaen lever kvar än idag, med de förändringar som den teknologiska utvecklingen vad gäller musikinstrument och produktion resulterat i. De rytmiska brytningarna mellan skanks från elgitarr, piano (idag även elektroniska instrument)  och trummor som betonar taktslag tre åstadkommer en känsla av frasering och rytm. Detta spelsätt skiljer reggae från de flesta andra populära genrer som inriktas på taktslag ett och inte använder rytmgitarr. Elbasen har också en dominerande roll i rytmmönstret. Basgången kan vara mycket rytmiskt komplex och synkoperad. Utifrån sättet att spela trummor kan den klassiska reggaen indelas i one drop (utvecklad 1972-73 av bl.a. The Wailers trummis Carlton Barrett) och rockers (utvecklad 1975-76, där första och tredje taktslaget betonas med bibehållna skanks). Sången "All Night Till Daylight" med Jacob Miller och Inner Circle är liksom låten "Rockers" med samma band bra exempel på rockers-reggae. En tredje trumstil – stepper, med mer avancerat trummönster utvecklades i slutet av 1970-talet som en naturlig utveckling av rockers och musikproducenters experimenterande med dub-reggae och s.k. rub-a-dub. Här var även brittiska new wave-trummisar som Stewart Copeland (The Police) med och utvecklade genren.,
"Reggae" har också betydelsen att vara ett samlingsnamn för en rad moderna musikgenrer av jamaicanskt ursprung – toasting, dub, ragga, roots reggae, lovers rock, dancehall, deejaying, (2 tone) ska revival, roots & culture m.fl. samt har påverkat musikstilar som hiphop, techno, new wave och reggaeton 
De jamaicanska musikproducenterna höll sig med "husband" som parades ihop med sångare eller vokalistgrupper i jakten på nya hitsinglar. Många musiker lärde sig sina instrument vid Alpha Cottage School (ofta kallad Alpha Boys School) på södra Camp Road i Kingston, Jamaica, som sedan 1880-talet drivits av romersk-katolska nunnor. Skolan är bl.a. känd för den högklassiga musikaliska undervisning eleverna fått. Det är sångarna och vokalistgrupperna som blivit kända inom reggaemusiken, i bakgrunden har funnits kompband som The Skatalites, The Aggrovators, The Anderson Allstars, The Baba Brooks Band, The Beverley's Allstars, The Crystalites, The Dynamites, The Duke Reid Group, The Fire House Crew, GG Allstars, Gladdy's All-Stars, Harry J Allstars, The Hippy Boys (det band Bob Marleys basist Aston Barrett och trummis Carlton Barrett började i), Joe Gibbs Allstars, JJ Allstars, The Phil Pratt Allstars, The Prince Buster Allstars, The Randy's Allstars, The Revolutionaries (med Sly Dunbar på trummor och Robbie Shakespeare på bas, Roots Radics, Rupie Edwards Allstars, The Sons of Negus, Soul Syndicate och The Upsetters.   
Många av de kända vokalistgrupper som gjorde sig ett namn under 1970-talet – The Heptones, Mighty Diamonds, Gladiators, Congos, Wailing Souls, Abyssinians, Culture, Black Uhuru, The Pioneers, Israel Vibration, The Wailers och många andra – var således inga reggaeband på samma sätt som The Beatles eller Rolling Stones var pop- och rockband, utan två, tre eller flera sångare som kompades av musiker som producenten anställt och inspelningsteknikerna dirigerade. I det religiösa Jamaica fanns i början av 1970-talet många unga sångare och sångerskor med någon form av bakgrund i gospel och kyrkokörer, och dessutom hade i princip alla artister afrikanskt ursprung, så reggaevokalistgrupperna tog ofta in det s.k. call and response-mönster som är så vanligt i sången i den klassiska reggaen liksom i de jamaicanska rastafarianernas mässande under deras sammankomster. Förstesångaren levererade således någon form av budskap i sin lyrik medan två andra sångare "höll med om" förstesångarens budskap och förstärkte det centrala genom att upprepa och återupprepa det, vilket skiljer sig en hel del ifrån vanligt körande. Call and response gällde ofta även för soloartister som Desmond Dekker, Jimmy Cliff, Max Romeo, Horace Andy, Dennis Brown, Gregory Isaacs och Peter Tosh (efter skilsmässan från The Wailers). Det fanns i mitten av 1970-talet ett fåtal fasta "band" i samma betydelse som inom pop och rock: Third World, Inner Circle, Bob Marley and The Wailers, Aswad, Burning Spear och The Black Disciplies, Zap Pow, men inte särskilt många fler.

## Från ska till reggae
Den svarta musiken i USA har alltid influerat den jamaicanska populärmusiken. Omkring 1960 fanns en speciell form av rhythm and blues, företrädd av bl.a. Fats Domino, som hade en lätt baktaktrytm. Denna stil togs upp av jamaicanska musiker som inom några år omvandlat den till den starkt rytmiska ska-musiken. Denna ska, kryddad med den sedan 1930-talet utstötta religionen rastafari, och mer komplexa rytmer tillsammans med en stark känsla för vackra melodier och en stor dos musikaliskt experimenterande resulterade i reggae under det sena 1960-talet och tidiga 1970-talet. Reggaen kännetecknades under utvecklingsfasen 1968 – 1975 vanligen av att trummor och bas gavs en framträdande roll, och av att elgitarr och/eller keyboard eller piano användes som dominerande rytminstrument för att åstadkomma ett musikaliskt rytmmönster.. Ett reggaerytmmönster kallas för ett riddim, och inom reggaen är det vanligt att riddim används flera gånger, med olika sångare och mikrofonartister.
Både den svarta musiken i USA och den jamaicanska populärmusiken har ju emellertid sitt ursprung i Afrika, främst Västafrika varifrån de flesta slavar hämtades. Många traditionella rytmer som spelats i hundratals år i Guinea, Mali, Senegal m.fl. länder är ju om man drar det till sin spets ursprunget till en stor mängd av all den musik vi lyssnar på idag. Vad gäller just reggae är det fascinerande att lyssna på en rytm som t.ex. yankadi - släktskapet mellan denna rytm och reggae hörs tydligt. Även om jamaicanska musiker på 60-talet inspirerades av Fats Domino, så tillhör ju både han och alla musiker på Jamaica en gren av musikens träd som har sina rötter i den västafrikanska traditionella musiken med sång, dans och trummor.
Skivbolaget Studio One har betytt mycket i utvecklingen av reggaen. Reggae är starkt förknippat med sina texter kring rastafari-kulturen och den mest kända artisten inom reggaen är Bob Marley som under 1970-talet spred musikstilen över världen. Den typ av reggae som Marley till största delen höll sig till med mycket markerad, pulserande och allvarstyngd rytm, melodier som lätt fastnar och texter med ett starkt religiöst och socialt budskap fick så småningom beteckningen roots reggae.

## Hur reggaen spreds över världen

### Toots, Jimmy Cliff, Bob Marley och Lee "Scratch" Perry
De personer som ofta pekas ut som mest betydelsefulla för reggaemusikens utveckling och dess spridning från en liten obetydlig ö i Tredje världen med 2,5 miljoner invånare till en "mainstream" musikstil med artister och musikköpare över hela världen är givetvis Bob Marley. Men Marley, som tillsammans med Peter Tosh och Neville Livingston (dvs Bunny Wailer), utgjorde kärnan i vokalistgruppen The Wailing Wailers, hade svårt att nå ut med sin musik utanför Jamaica. De hade god hjälp av Desmond Dekker, The Upsetters, Max Romeo, Toots and the Maytals och andra artister som fick turnera i Storbritannien i reggaens barndom, 1968 - 1970, med en musik som en växande grupp specialintresserade britter döpte till Skinhead reggae. Toots Hibbert anses ha uppfunnit ordet "reggae" och var tillsammans med sitt band The Maytals och artister som Desmond Dekker redan på 1960-talet populära hos både svarta och vita ungdomar i det viktiga musiklandet Storbritannien. Toots och Dekker spelades mycket av både mods och tidiga gäng av skinheads, men också på fritidsgårdar där barn och tonåringar som senare skulle bilda tidiga engelska reggaegrupper som UB40, Steel Pulse och Aswad uppehöll sig på fritiden. Desmond Dekker var dessutom den förste som spelade in en låt, som dessutom blev en hit, med ett rasta-budskap – "The Israelites". Reggaen utvecklades på olika inspelningsstudior i Jamaicas huvudstad Kingston, och producenter som Lee "Scratch" Perry och King Tubby var bland de viktigaste. Producenterna, inspelningsingenjörerna, studiomixarna (eller vad man nu ska kalla yrkesgruppen – var artister i lika hög grad som sångarna och musikerna. Det tog tid innan reggaen uppskattades live. I stället tog discjockeyer med sig hitsinglarna ut och satte upp s.k sound systems med jättehögtalare i stadsdelarna och spelade låtarna för en betalande publik. Producenterna utvecklade B-sidan på singlarna till versions där endast lite grann av sångarens röst fanns kvar, och begåvade discjockeyer utvecklade en stil kallas toast (efter engelskans "toastmaster") där de pratsjöng om allt från nyheter och sociala budskap till ren underhållning och sex. Den förste av dessa toasters var U Roy, som kan betraktas som anfadern till toast, deejaying, dancehall och hela den amerikanska rap-musiken. Dennis Alcapone var U Roys viktigaste konkurrent under de första åren, sedan kom andra som vidareutvecklade toastingen – I Roy, Big Youth, Dillinger, Prince FarI, Lone Ranger – och den största toast-stjärnan under 1980-talet var Yellowman. Vidare får Jimmy Cliff betraktas som mycket viktig för reggaens internationella spridning, framför allt genom hiten och långfilmen The Harder They Come. 
Det var inte bara toast-artisterna som använde sig av dubreggae. Även en del av de bästa sångarna på Jamaica understöddes av dubreggae, som var under snabb utveckling. Här kan nämnas Black Uhuru, Twinkle Brothers, Culture, Burning Spear, Mikey Dread, Heptones, Gladiators och många av de artister som fick sin musik producerad hos Lee "Scratch" Perry och King Tubby (till exempel Junior Murvin, Max Romeo och Augustus Pablo). I Storbritannien lades dubreggae till av Dennis Bowell när dubpoeten Linton Kwesi Johnson kom in för att få musik till sina nyskrivna dikter. Andra sångare – framför allt Bob Marley och Peter Tosh, och med något enstaka undantag Jimmy Cliff – valde att framföra sina sånger till "orörd" reggae, även om dubversioner av deras hitlåtar kunde dyka upp i efterhand.

### Island Records och Virgin Records
En annan central personlighet bakom reggaens segertåg över världen är ägaren till det år 1959 startade skivbolaget Island Records, Chris Blackwell. Han var den som två veckor efter det att Jimmy Cliff sagt upp kontraktet fick besök av The Wailers (Bob Marley, Peter Tosh och Bunny Wailer) som då var i London. Blackwell såg en möjlighet att skapa ett svart rockband och skrev, trots sina rådgivares invändningar, kontrakt med Marley och de andra och lånade ut en större summa pengar för att de tillbaka på Jamaica skulle ha råd att spela in en LP. Samarbetet kom att löna sig oerhört mycket för både Marley och Blackwell. År 1973 släppte The Wailers sin första LP – Catch A Fire – där det nya, rockigare Wailers-soundet hörs på låtar som "Concrete Jungle" och "Stir It Up". LP:n Catch A Fire började dock inte sälja ordentligt förrän Eric Clapton fått en jättehit med Marleys låt "I Shot The Sheriff" från The Wailers andra LP på Island Records, också den från 1973. Nu började den vita publiken, till en början i Europa, få upp ögonen för Marley och Tosh och låtar som "Get Up, Stand Up". Andra reggaeartister följde i Marleys kölvatten, gav ut skivor på Island och andra skivbolag, som exempelvis Virgin Records, som såg att det gick att tjäna pengar på reggae, och många begåvningar från Kingstons slum fick för första gången i sina liv ordentligt betalt för sitt musikskapande.

### Storbritannien
Ett ytterligare steg i reggaens internationalisering var att många reggaeartister försökte anpassa sångtexterna – även de med religiöst (Rastafari) innehåll och sociala budskap – så att de inte bara handlade om Jamaicas problem. En parallell utveckling var att reggaen kom att påverka och förändra helt andra musikstilar. Detta skedde först i Storbritannien eftersom många jamaicaner emigrerat dit och nu startade mängder av reggaeband, som kunde samarbeta med eller uppträda på musikfestivaler tillsammans med vita engelska artister och grupper som uttryckte sin avsky för det högerextremistiska och invandrarfientliga partiet National Front och från 1979 sitt missnöje med den nya konservativa premiärministern Margaret Thatchers monetaristiska penningpolitik och dess accepterande av en högre arbetslöshet – något som drabbade både invandrare och infödda engelsmän av arbetarklass och lägre medelklass. Organisationen Rock Against Racism (RAR) bildades redan 1976, och genom RAR-konserter och andra arrangemang fick både de svartas och de vitas protestmusik kanaler. Reggaeband med en hård, tuff och rockig stil – som Steel Pulse och Misty in Roots – såg dagens ljus, och Bob Marley som flytt Jamaica efter ett mordförsök spelade in låten "Punky Reggae Party". Reggaeband, många med enbart vita medlemmar, började dyka upp i nästan alla länder i Europa.

### Reggae i punk och new wave
Musikstilar blandades, och de första som möttes var reggaen och punken. The Clash gjorde reggaelåtar som lät som punklåtar, eller tvärtom. Ska-musiken fick en brittisk renässans och New wave-musik, med artister som Elvis Costello och band som The Police, blev samlingsnamnet för en ny musikstil med tydliga reggaeinfluenser. Hela denna nya musikmosaik spred sig till Västtyskland, Nederländerna, Skandinavien, och så småningom till resten av Europa och USA. I början av 1980-talet bildades massor av reggaeband i nya världsdelar. Afrikanska, indiska, japanska, brasilianska, colombianska, irländska med flera reggaegrupper behöll något av sin regionala populärmusik i den reggae de spelade. Andra grupper, som spelade allt från hårdrock till country & western passade på att göra minst en reggaelåt.

### USA
Först år 1976 svepte reggaen över USA. Bob Marley & The Wailers hade släppt albumet Rastaman Vibration det året, och Rolling Stones Magazine utnämnde albumet till "album of the year". I slutet av 1976 lämnade Marley Jamaica på grund av ett mordförsök på honom. Flera reggaeartister på Jamaica blev skottskadade detta år av anhängare till något av de två politiska partierna i Jamaica. Marley och andra artister som även var rastafaritroende var tämligen likgiltiga inför politiken, men då både premiärministern Michael Manley och oppositionsledaren Edvard Seaga inför valet 1976 hävdade att reggaen var på deras sida så tog de gäng som stödde endera partiet beslutet att det var säkrast att döda reggaestjärnorna eftersom risken fanns att de till slut ändå skulle stödja något av de två partierna. Premiärminister Manley hade försökt få Marley att ställa upp på hans sida, men inte sagt det rent ut. Eftersom Manley insåg att Bob aldrig skulle turnera runt med honom i valrörelsen ville han åtminstone ha en nyskriven marleylåt som stödde hans parti. Men när han bad Bob att skriva en låt med "positiv text" trodde Bob att det var en turistlåt, och på det sättet kom låten "Smile Jamaica" till. Det var två dagar kvar till Smile Jamaica-konserten när okända män bröt sig in i hans hem och skottskadade honom i armen. Bob Marley höll ändå konserten, men flyttade sin familj och valde för sin egen del att lämna Jamaica för en längre tids exil i London. I Storbritannien spelade Bob Marley & The Wailers in Exodus, ett album som hamnade på första plats på topplistorna i en rad länder och som gjorde Marley och bandet kända över hela världen, och i fortsättningen spelade Bob Marley & The Wailers på fullsatta stora arenor även i USA.

### Sly and Robbie
På Jamaica hade gruppen Black Uhuru bildats 1977. Trummisen Sly Dunbar och basisten Robbie Shakespeare, som även fungerade som producenter, gav Black Uhuru ett internationellt reggaesound. När dessa två begåvningar, vars betydelse för reggaens internationalisering inte kan överskattas, under 1980-talet började samarbeta med världsstjärnor representerande nästan alla musikstilar blev Sly & Robbie ett begrepp. Sly Dunbar och Robbie Shakespeare var så efterfrågade att många världsstjärnor fick nöja sig med andra musikproducenter från Jamaica. Det var inte reggae som dessa artister och grupper från USA och Europa ville spela in. De var i stället ute efter det sound som exempelvis jamaicansk dub kunde tillföra deras musik. När Bob Marley var död och reggaen inte längre var lika efterfrågad hade influenser från reggaen smugit sig in i världsmusiken. Idag hör alla människor i världen med tillgång till radio, television, biografer eller Internet varje dag reggae eller musik med influenser av reggaens många stilar. Den finns i reklaminslag, filmmusik, barnprogram, data- och TV-spel, TV-dokumentärer, musikalstrande leksaker, telefonsignaler och, givetvis, i alla nya och gamla reggaelåtar som spelas. Internets tillkomst och möjligheten att hitta reggae på nätet har medfört att musikstilen har fler lyssnare än någonsin.

## Reggaens bakgrund
Vad ordet "reggae" egentligen betyder är mycket omdiskuterat även på Jamaica. De vanligaste tolkningarna är "gräl" respektive "trasiga kläder" eller "lappade kläder" eller helt enkelt "lump". En annan trolig förklaring är att ordet kommer av engelskans "regular"; säger man "regular music" snabbt så blir det ungefär "reggae music". Ordet dök i alla fall upp (något annorlunda stavat) i en låttitel för första gången i låten "Do The Reggay" med de etablerade ska-stjärnorna Toots & the Maytals 1968, och Toots Hibbert är också den som de flesta andra artister ger äran att ha döpt musikgenren. Reggay döptes snart om till reggae. Men bokstavligt talat betyder reggae "kungarnas musik" eller som många andra påstår att det bara betyder "kung", vilket i så fall kommer från latinets "rexragious".
Musikaliskt skiljer sig reggaen mer från föregångaren rocksteady än vad rocksteadyn skiljer sig från ska. Bas och trummor har ofta lyfts fram som de viktigaste instrumenten. I reggae spelar basgitarristen i "mönster", som brukar kallas kluster. Trummorna är väsentliga för att markera olika rytmer i reggaen, och en huvudsaklig kategorisering kan ske i s.k. "one drop" och "two drop". Den s.k. "reggaegitarren" (rhythm guitar) som omkring 1970 började användas för att markera rytmen gjorde att musiken började "låta som" reggae. En av de artister som var med på den tiden – Derrick Morgan – har sagt: 
| ” | We (...) tried a different version of "Fat Man". It changed the beat again, it used the organ to creep. Bunny Lee, the producer, liked that. He created the sound with the organ and the rhythm guitar. It sounded like ‘reggae, reggae' and that name just took off. Bunny Lee started using the word (...) and soon all the musicians were saying reggae, reggae, reggae. | „ |

### Jamaican Ska
Skamusiken kom, till synes över en natt, i samband med Jamaicas självständighet från kolonialmakten Storbritannien 1962. Artister som Errol Dixon, King Edwards, Owen Gray, Laurel Aitken, Duke Reid, Lloyd Clarke, Don Drummond och Tommy McCook var först med den glada, snabba musiken som var lätt att dansa till, och den speglade stämningen på ön på den tiden när alla var glada för att Jamaica hade blivit självständigt. Sedan kom artister som Blues Busters, Maytals, Byron Lee, Stranger And Ken och den nu kultförklarade orkestern The Skatalites med den typiska markerade ska-rytmen med tre takter – kort, lång, kort, uppehåll; kort, lång, kort, uppehåll. Gruppen The Wailing Wailers med en då 18-årig Bob Marley hade en jättehit på Jamaica med "Simmer Down" 1963. En annan av 70-talets reggaestjärnor – Jimmy Cliff – slog igenom som tidig tonåring med ska-låten "Miss Jamaica" något år senare.
Ska hade rötter i 1950-talets Jamaican Rhytm'n'Blues med musiker som Wyonie Harris och Roscoe Gordon i tidiga Owen Gray-låtar som "Running Around" (1960). En av den jamaicanska ska-erans giganter – Laurel Aitken – hade lokala hitar som "Boogie In My Bones" och "If It's Money You Need" 1960. Dave Bartholomew spelade in "The Monkey" och "The Shufflin' Fox" 1957. Om man lyssnar på dessa låtar hör man en tidig form av ska, inspirerad av amerikanska artister som Fats Domino som faktiskt gjorde ett antal Rhytm'n'blues-låtar med ska-liknande takt där piano användes för att markera rytmen.

### Rocksteady
Musikstilen rocksteady, som innebar att man saktade ned skatempot, kom sommaren 1966 som var ovanligt het – för het för att en befolkning som led av undernäring skulle orka fortsätta dansa till den snabba skamusiken. Låten "Oh Ba-A-By" med The Techniques 1966 har denna långsamma släpiga ska-rytm. År 1967 lades ett extra taktslag till före de tre ursprungliga, vilket gjorde musiken ännu långsammare och liknande en primitiv reggae. Typexempel är "Rock Steady" med Alton Ellis och "Red Red Wine" med Tony Tribe, låtar som även spelades i England. Det är mycket svårt att avgöra när rocksteady blev reggae, men man kan konstatera att de båda stilarna existerade samtidigt under 1968 – 1971. The Pioneers klassiska hit "Long Shot Kick De Bucket" spelades in som reggaeversion, rocksteadyversion och skaversion. Rocksteady, där man till skillnad från ska håller i sin partner när man dansar, hade mycket med den sexuella frigörelsen i Jamaica och övriga Västvärlden att göra. Reggaen hade redan från början en stark koppling till Rastafari-filosofin, men för att överleva ekonomiskt tvingades artisterna samtidigt att spela in anständig och politiskt okontroversiell musik som accepterades av JBC, den jamaicanska radion.

### Sångkarriär en väg ut ur fattigdomen
Efter bara ett halvt decenniums självständighet hade jamaicanerna insett att deras egna politiker inte höll måttet. Landet hade inte tillräckligt med inkomster för att kunna utvecklas mot välstånd. Myndighetspersoner och polisväsen var korrumperade som en följd av de låga lönerna. Samtidigt pågick på Jamaica, liksom i resten av Tredje världen, en kraftig inflyttning från landsbygden till storstäderna med växande slumområden och misär som följd. Jamaica hade inga andra exportvaror än aluminium, jordbruksprodukter och den illegala, starka jamaicanska marijuanan. Det fanns inte tillräckliga försörjningsmöjligheter på landsbygden, och de som flyttade in till huvudstaden Kingston skulle upptäcka att det inte fanns några jobb alls för dem som ville leva laglydigt. Man var tvungen att stjäla, råna eller handla med marijuanan för att inte svälta i Trenchtown och andra kraftigt växande slumområden. Ligor med unga brottslingar, så kallade "rude bwoys" hamnade i krig med varandra om överhögheten över olika stadsdelar. Men, för den som kunde sjunga fanns också möjligheten att övertyga någon av skivproducenterna att få spela in en låt. Artisten fick sedan ofta gå runt och försöka sälja sin singel – det pressades kanske inte mer än 50 eller 100 exemplar. Om låten spelades i radion eller på något av de mobila gatudiskoteken (sound systems), kunde ens lycka vara gjord, även om skivbolaget roffade åt sig 99 procent av intäkterna. Fattigdomen i kombination med det unika systemet för att producera och distribuera musik är anledningen till att så extremt många låtar spelats in på lilla Jamaica under 1960- och 1970-talet.

### Reggae Music
Under slutet av 1960-talet började musiktexterna spegla samhället och uttrycka allt mer kritik. I början fanns en trallvänlig popreggae med harmlösa texter som tilläts spelas i radion samt de samhällskritiska och religiösa inspelningar som vi idag kallar för roots reggae. Vissa musiker och sångare sökte mening och fann inspiration i Rastafari-religionen, vars utövare levt utstötta av resten av det jamaicanska samhället sedan tidigt 1930-tal. Den religiösa kraften, den pulserande rytmen och de kraftfulla melodierna formade tillsammans en unik populärmusik som attraherade lyssnarna och fick alltfler unga artister att bli rastas. Detta trots att de bannlystes både av samhället och av föräldrarna när de lät håret växa ut i så kallade dreadlocks, blev vegetarianer och sade adjö till den västerländska civilisationen som de kallade Babylon. 
Trots att reggaemusiken basunerade ut budskapet att Haile Selassie var en inkarnation av Gud (Jah) och att alla svarta borde återvända till drömlandet Afrika, blev reggaen oerhört populär på Jamaica och slog igenom i hela världen. Under 1970-talets första hälft hade hälften av all reggae som spelades in ett rasta-budskap, förmedlade av sångartister eller av s.k. "toasters – talsjungande discjockeyer som levererade allt från nyheter till bibelverser. Den andra hälften var till övervägande delen kärlekssånger, med samma reggae-rytm och ofta väldigt fina melodier som fastnade. Som en följd av inspelningsteknikernas artistiska experimenterande kom duben. En dub-låt var en reggaelåt där man plockat bort det mesta av sången, lyft fram olika instrument (främst bas och trummor) i olika partier i sången och dessutom lagt till ekon och olika effekter, både på instrumenten och på sången. Numera gör man dub-versioner av all slags musik, men den uppstod och utvecklades inom reggaen på 1970- och 1980-talen.

## Reggaens många stilar
Reggaen har getts många namn – ett nytt namn för varje ny stil eller utveckling av rytmen. Roots reggae, dub, rockers, ragga och dancehall kan sägas vara de fem viktigaste. Det är vanligt att artister rör sig mellan de olika stilarna, som i hög grad har påverkats av musikindustrins tekniska utveckling.

### Rockers
En av de mer kända benämningarna i mitten av 1970-talet var "rockers", en något snabbare, rockigare roots reggae som rent musikaliskt bestod i att trummisen började markera första taktslaget vid sidan av det fortfarande dominerande tredje (som i one drop-stilen). Rockers utvecklades av bland annat musikproducenten Lee "Scratch" Perry i hans studiio, och stilen bars bl.a. upp av artister Bunny Wailer, Jacob Miller och hans Inner Circle och resulterade i en långfilm med namnet Rockers, samt av Black Uhuru och engelska Steel Pulse på deras två första album i slutet av 1970-talet. Även Bob Marley and The Wailers levererade några rockers-låtar: mest känd är kanske "Punky Reggae Party". Reggaen spred sig i slutet av 1970-talet till i stort sett hela världen, särskilt i Europa, men inte i USA, där inte ens Bob Marley hade några särskilda framgångar, och inte heller i Sovjetunionen och Östeuropa där ledarna officiellt bedömde den som kapitalistisk och dekadent men i realiteten var rädda för att reggaelyriken skulle bidra med folkmassornas missnöje med regimerna. 

### UB40 i Sovjetunionen
Det första reggaebandet som fick tillstånd att spela i Sovjetunionen var UB40 från Birmingham, så sent som år 1986, men UB40 var dessutom det första bandet över huvud taget från väst som släpptes in i Sovjet. Förmodligen betraktade KGB UB40 som harmlösa politiskt sett, men väl på scenen var det var ingen tvekan om vem råttan i köket var i låten "Rat In Mi Kitchen" och att sovjetmedborgarna borde få sjunga sin egen sång nu ("Sing Our Own Song"),  Brasilien blev däremot en stor marknad för reggaen, kanske den största än idag.

### 2-tone
Omkring 1980 hade ska-musiken dessutom en renässans i Storbritannien med grupper som The Specials, The Selecter, Bad Manners, The Beat, The Body Snatchers och med sina första album även Madness. Många av låtarna i denna brittiska ska revival-rörelse (ska-återuppståndelse), även kallas 2-tone, var i själva verket 10-15 år gamla rocksteadylåtar som i originalskick var långsamma, men som de brittiska ska-banden spelade fort. På så vis lyckades banden skapa något nytt. 

### Ragga
En bit in på 1980-talet bytte musiken på Jamaica skepnad igen, och som ett resultat av de nya elektroniska instrumenten kom den att innehålla en mångfald av olika ljud. Stilen ragga (tidig dancehall) utvecklades med artister som Frankie Paul och vår egen Papa Dee. Religiösa texter och roots reggae var helt ute på Jamaica mellan 1985 och 2000, reggaen gjordes och konsumerades enbart för att man ville ha roligt. Därför handlar texterna i den tidiga dancehallen mest om sex, dans, skämt om homosexualitet och pengar. Datoriseringen av musikskapandet påverkade givetvis också den jamaicanska musiken, och från slutet av 1980-talet var den unika, mänskligt skapade, baktakten borta, ersatt av exakta trummaskiner och digitala basar som hamrade in rytmen med exakt precision.

### Dancehall
Efter Bob Marleys död 1981 började intresset för roots reggae minska, inte minst i ursprungslandet Jamaica. Dancehall är en genre av jamaicansk populärmusik som har sitt ursprung i 1960- och 1970-talets gathörnsdiskotek (sound systems). Ursprungligen var dancehall en lättare, mer slimmad version av reggae än den tunga roots reggae som dominerade stora delar av 1970-talet. 1980-talets store dancehall-toaster Yellowmans låtar lät fortfarande som traditionell reggae, men termen toaster ersattes i Jamaica av deejay eller DJ för en person som pratsjunger till musiken. I mitten av 1980-talet blev digital instrumentering tillgänglig och det blev möjligt för musikproducenter att orientera sig bort från traditionell reggae genom att i stor utsträckning ändra ljud och leka med nya sound med influenser från annan musik, inte minst rap. 
Den nya, digitala dancehallen började alltmer präglas av snabbare rytmer och soundmässiga förändringar. Genom datorernas intåg blev det också enklare för musikproducenter att skapa och spara s.k. riddims –  inom dancehall, soca och reggaeton beteckningen för det instrumentala ackompanjemanget till en låt. Låtarna består av riddim plus voicing (den vokala delen, språkmelodin). Den resulterande låtstrukturen är särpräglad och utmärkande på många sätt. Om ett riddim blir populärt kan det användas i tiotals, och i enstaka fall hundratals låtar med olika deejays och sångare och även i liveframträdanden. Riddim ges namn av musikproducenterna (s.k. beatmakers), som sedan kontrakterar artister att sjunga/pratsjunga över dem.    
Sedan 1990-talet har dancehall varit den dominerande populärmusiken på Jamaica och som exporteras från landet. Den viktigaste orsaken är att denna stil är mest inkomstbringande. Artister som Shaggy, Chaka Demus, Beenie Man, Capleton , Shabba Ranks och Sizzla slog igenom även på USA-marknaden, som länge hade en mycket sval inställning till all annan reggae än "popreggae". Sedan 1990-talet har dessutom dancehall, genom en sammanstrålning med amerikansk hip-hop och rap utvecklats bort från den traditionella reggaerytmen och från hur reggae är musikaliskt sammansatt och strukturerad. Dancehall är inte längre en subgenre till reggae, men det är svårt att fastslå en tidpunkt för när det skedde. Efter millennieskiftet har emellertid majoriteten dancehallåtar en rytmstruktur och musikalisk uppbyggnad som ligger för långt bort från reggae för att kunna betecknas som reggae. Lyriken är också annorlunda. Dancehall-artisterna leker med den mänskliga rösten, texterna, rimmen och försöker överträffa varandra vad gäller sexism, homofobi, spydigheter, etc. Ibland framför de eller plockar med någon reggaelåt på sina album för att åstadkomma en variation i utbudet. Det finns inget som hindrar en dancehallartist att göra en och annan reggaelåt. Dessutom lånas bitar av gamla reggaelåtar in (musik- och röstsampling) och ges en ny mix. Den som överskrider de moraliska gränserna kan slå igenom på en natt, som till exempel Lady Saw som var den första kvinnliga DJ:n som vågade vara riktigt ful i munnen.

#### Några aktiva dancehallartister
Bland de populäraste dancehallartisterna efter 2005 märks:
- Aidonia
- Alborosie
- Anthony B
- Baby Tash
- Beenie Man
- Bling Dawg
- Bounty Killer
- Buju Banton
- Busy Signal
- Capleton
- Cham
- Charly Black
- Chuck Fenda
- Cutty Ranks
- Damian Marley
- Da'Ville
- Devra Brat
- Elephant Man
- Em-J
- I-Octane
- Jenny Jenny
- Kirkledove
- Konshens
- Lady Saw
- Macka Diamond
- Mad Cobra
- Mr. Vegas
- Power Man
- QQ
- RC
- Sanchez
- Sizzla
- Spagga Benz
- Strat Don
- Super Cat
- Timeka Marshall
- T.O.K.
- Turbulence
- Voicemail
- Ward 21
- Wybz Kartel

#### Singjay
Singjaying är en jamaicansk stil av mikrofonartisteri som kombinerar toasting och sång.  Utförandet är toastaktigt rytmiskt med inslag av chanting, rim och upprepningar, och samtidigt uttalat sångmässigt välljudande, melodiskt och tonsäkert i motsats till rena toasters/deejays kärva eller gälla stämmor och avsiktliga falsksjungande. Den som utövar singjaying kallas en singjay, en kombination av singer (sångare) och deejay (i jamaicansk betydelse en DJ som pratsjunganer och rimmar, något som senare utvecklades till rap i USA).
Sammansmältningen av sång och deejaying inträffade tidigt under reggaens utveckling. Toastartister som Big Youth kombinerade redan under tidigt 1970-tal sång och toast i låtar som "Sky Juice", "Every Negro Is A Star" och "The Day I Layed My Eyes On You". 
Musikgenren dancehall ska inte förväxlas med de inomhusarenor där dansvänlig reggae har spelats. Reggaemusiken framfördes i början via sound systems, mobila utomhusdiskotek och i hemmen hos dem som hade råd med en skivspelare. Så småningom började den mer samhällskritiska reggaen även att spelas på jamaicansk radio, och några år senare – i början av 1980-talet – började även inomhustillställningar anordnas, där discjockeyer spelade den populäraste och dansvänligaste musiken och deejays kommenterade den. Dessa dansställen kom genast att kallas för dancehalls, och steget var därför inte långt till att även döpa den musik som spelades där till just "dancehall".

### Utanför Jamaica
Utanför Jamaica slog den samhällskritiska reggaen på 1990-talet slutligen igenom i Nordamerika. Internet har inneburit en fullkomlig revolution när det gäller reggaens spridning över världen. Idag är åter roots reggae och dub populärt, kanske mer utanför Jamaica än i detta reggaens födelseland. I Latinamerika har reggaen korsats med den Colombiansk Cumbia (liknande salsa fast rytmen går i baktakt och basen hörs i framgrunden) och i Europa har artister som Manu Chao blandat och skapat nya former av reggae. I Afrika finns mängder av populära och begåvade reggaeband, de flesta med samhällskritiska texter och en afrikansk form av roots reggae. Den största artisten var Sydafrikas Lucky Dube, som tragiskt mördades av rånare 2007 när han stannat för att släppa av sina barn i en förort till Johannesburg. I Indien har via indiska artister bosatta i Västindien utvecklat en alldeles egen form av ragga med låtar som kan vara uppåt 20 minuter.

### Conscious dancehall (roots and culture)
Idag har många unga jamaicanska reggaeartister börjat kombinera dancehallen med samhällskritiska och/eller religiösa texter och därmed skapat en mix av roots och dancehall, något som ibland kallas conscious dancehall, ibland roots and culture (ett begrepp som myntades av Mikey Dread. Rytmen är ofta den som var populär under 1970-talet och de dancehallartister som ägnar sig åt roots and culture har en mildare stämma, har skippat dancehallens vulgära slackness och sjunger gärna i stället för att prata. Budskapet kan vara socialt, politiskt eller religiöst och lyssnarna uppmanas att hålla sig borta från brott, vapen och droger. Till de främsta hör Eek-A-Mouse som levererat hits inom alla reggaegenres ända sedan början av 1980-talet. Capleton var under 90-talet med och ändrade dancehall-musikens inriktning mot en mer samhällsmedveten och rastafarisk framtoning. Tony Rebel och Cocoa Tea som ägnat sig åt roots and culture sedan de debuterade under 1980-talet, Luciano, Chuck Fender, Capleton, Anthony B, Gentelman, Alborosie, Jah Cure, Gyptian, Chezidek, Richie Spice, Pressure, Warrior King, T.O.K, Tarrus Riley, Damian Marley, Natural Black, Ini Kamoze, Lutan Fyah, Jah Mason, Fantan Mojah, Junior Kelly, Turbulence, m.fl.. Utanför Jamaica dominerar den samhällskritiska roots and cultur-reggaen över den religiösa, som till exempel hos Syster Sol i Sverige. Hos I Wayne, som återupprepar att Babylon är byggt på en grund som kommer att ge vika, är budskapet utpräglat rastafarianskt. Etablerade dancehallartister som Bujo Banton har "försvunnit" efter musikaliska bakslag och återkommit något år senare som rastafarianer med en slackness-fri lyrik. Sizzla gjorde bl.a. en låt om något så ovanligt som en låt där han tackade sin mor för att hon burit honom nio månader och sedan tagit hand om honom som spädbarn och pojke genom ("Thank You Mama"), en sång som även innehåller det anti-abortbudskap som Black Uhuru lyfte fram cirka 20 år tidigare.
I Sverige finns idag ett flertal reggaefestivaler. Den största är Uppsala Reggae Festival som startade 2001. Den första svenske artisten som spelade in en reggaelåt var Peps Persson, därefter progrockbandet Text & Musik under tidigt 1970-tal.

## Stilar inom reggaen
- Bluebeat
- Dancehall
- Dub
- Dubstep reggae
- Lovers rock
- Mento
- Nyahbinghi
- Raggamuffin
- Ragga
- Rocksteady
- Roots and Culture
- Roots Reggae
- Ska
- Toasting
- Funk
- House
- Hiphop

## Icke-svenska reggaeartister, vokalistgrupper och grupper
Huvudartikel: Lista över reggaesångare
Se även jamaicanska musiker och jamaicanska reggaegrupper samt brittiska reggaegrupper
Artisterna och grupperna presenteras i alfabetisk ordning, individer med efternamnet först. Detta gäller dock inte om artistens moniker (antagna artistnamn) i väsentlig grad är inarbetat (vilket är vanligt inom reggae och dancehall), samt består av fler än ett ord (till exempel Burning Spear, Queen Ifrica eller Beenie Man). Läsaren får söka sig till respektive artists wikisida för att ta reda på artistens dopnamn. När det gäller bandnamn redovisas dessa med bestämd artikel sist (till exempel Son Crew Pion, Le eller Congos, The).  
- Abyssinians
- Alpha Blondy
- Horace Andy
- Aswad
- Bad Manners
- Barrett, Aston
- Barrett, Carlton
- Barrington Levy
- Beenie Man
- Big Youth
- Black Slate
- Black Uhuru
- Ken Boothe
- Bounty Killer
- Buju Banton
- Dennis Brown
- Burning Spear
- Junior Byles
- The Cimarons
- Cornell Campbell
- Johnny Clarke
- Jimmy Cliff
- Cocoa Tea
- The Congos
- Desmond Dekker
- Lucky Dube
- Errol Dunkley
- Clancy Eccles
- Eek-A-Mouse
- Pablo Gad
- Gentleman
- The Gladiators
- Marcia Griffiths
- Groundation
- Heptones, The
- Hugh Mundel
- Keith Hudson
- I Wayne
- Ini Kamoze
- Gregory Isaacs
- Ijahman Levi
- Inner Circle
- Israel Vibration
- Linton Kwesi Johnson
- Junior Kelly
- Junior Marvin
- King Tubby
- Lee "Scratch" Perry
- Luciano
- Lucky Dube
- Lutan Fyah
- Matumbi
- Mighty Diamonds
- Nicky Thomas
- Bob Marley and the Wailers
- Marley, Damian
- Marley, David (Ziggy)
- Marley, Julian
- Marley, Ky-Mani
- Marley, Robert Nesta (Bob)
- Marley, Stephen
- Max Romeo
- The Meditations
- The Melodians
- Miller, Jacob
- Moses, Pablo
- Nazarenes
- Augustus Pablo
- Sean Paul
- Dawn Penn
- The Reggae Strings
- Junior Reid
- Michael Rose
- Selecter
- Leroy Sibbles
- Garnett Silk
- Sizzla
- Soldiers of Jah Army
- Steel Pulse
- Sugar Minott
- Tanya Stephens
- Skatalites
- Third World
- Linval Thompson
- Tony Rebel
- Toots and the Maytals
- Peter Tosh
- UB40
- Upsetters
- U Roy
- Wailer, Bunny (Neville Livingston)
- The Wailers, The Wailing Wailers
- Delroy Wilson
- Yellowman

## Svenska reggaemusiker
- Bröder Glöder
- Chilly & Leafy
- Dag Vag
- Dubadown
- Eskalator
- Finn The Giant
- General Knas
- Glesbygd'n
- Governor Andy
- Gusto
- Helt off
- Ital Skurk
- Junior Eric
- Kalle Baah
- Kapten Röd
- Kultiration
- Kung Kodum
- Livelihood
- Million Stylez
- Papa Dee
- Peps Persson
- Reggae Team
- Ras Cricket
- Rootvälta
- Roxanne
- Räfven
- Stures Dansorkester f.d. Sture Alléns Dansorkester
- Svenska Akademien
- Syster Sol
- Treklang Reggae
- USCB Allstars
- Zimzalabim

## Svenska reggaefestivaler
- Uppsala Reggae Festival
- Öland Roots
- Skåne Reggaefestival
- Skärblacka minnesfestival för Bob Marley
- Långsta Rasta